# 巴哈馬鱂
巴哈馬鱂為輻鰭魚綱鯉齒目鯉齒亞目鯉齒鱂科的其中一種，分布於中美洲巴哈馬的New Providence群島半鹹水水域，體長可達6公分，生活習性不明。

## 擴展閱讀
維基物種上的相關：巴哈馬鱂